# رنا النمر (فنانة مصرية)
رنا النمر هي فنانة مصرية من مواليد عام 1974 بهانوفر بألمانيا، تعيش وتعمل في القاهرة بمصر. تعمل رنا في المقام الأول في التصوير الفوتوغرافي، وقد قامت بعرض الحياة الحضرية المصرية المعاصرة، بما في ذلك السمات المعمارية للقاهرة، والأماكن العامة / الخاصة، وهوية الطبقة الوسطى. وهي عضو مؤسس في مجموعة الصور المعاصرة (CIC) بالقاهرة، التي تكشف البرامج المحاضرات والعروض وورش العمل الخاصة بها عن الدور المتغير للتصوير الفوتوغرافي في الثقافة البصرية المعاصرة.

## التعليم والحياة المهنية
درست رنا النمر التصوير الصحفي والإعلان والفنون في الجامعة الأمريكية بالقاهرة . وعُرضت أعمالها على المستوى الدولي، بما في ذلك في لبنان وسويسرا وألمانيا واليابان وفنلندا والولايات المتحدة. تعتبر سلسلة المترو الصادرة عام 2003 إحدى سلاسل النمر الشهيرة ، إذ تقدم فيها نساء يرتدين ملابس تقليدية وغير تقليدية في مترو أنفاق القاهرة، مؤطرة بشكل تركيبي من خلال هيكل عربات القطار.

## المعارض والجوائز
- 2013 هي من تروي قصة: مصورات من إيران والعالم العربي، متحف الفنون الجميلة، بوسطن [7]
- 2005 الجائزة الكبرى ، بمهرجان التصوير الفوتوغرافي الأفريقي، بباماكو في مالي.[5]

## فهرس
- علي دعاء (2017). محكوم عليه بالعمق: العمارة الخفية في تيارات المرادفات لرنا النمر . إبراز.